# قطعنامه ۱۵۶۲ شورای امنیت
قطعنامه ۱۵۶۲ شورای امنیت سازمان ملل متحد که در تاریخ ۱۷ سپتامبر ۲۰۰۴ تصویب شد، سندی بین‌المللی دربارهٔ بررسی وضعیت در سیرالئون است. این قطعنامه طی نشست ۵۰۳۷ام با ۱۵ رای موافق، ۰ مخالف و ۰ ممتنع تصویب شد.